# Präsidium des 16. Deutschen Bundestages
Das Präsidium des 16. Deutschen Bundestages bestand aus dem Bundestagspräsidenten Norbert Lammert (CDU) sowie den sechs Stellvertretern Gerda Hasselfeldt (CSU), Wolfgang Thierse (SPD), Susanne Kastner (SPD), Hermann Otto Solms (FDP) und Katrin Göring-Eckardt (Bündnis 90/Die Grünen). Für die Fraktion Die Linke kandidierte Lothar Bisky, er wurde in insgesamt vier Wahlgängen abgelehnt. Am 7. April 2006 wurde jedoch Petra Pau im ersten Wahlgang gewählt.  

## Wahlen zum Präsidium

### Konstituierende Sitzung am 18. Oktober 2005
| Name                        | Wahldurchgang | Partei                | abgegebene Stimmen | benötigte Mehrheit | Ja  | Nein | Enthaltungen | ungültige Stimmen |
| --------------------------- | ------------- | --------------------- | ------------------ | ------------------ | --- | ---- | ------------ | ----------------- |
| Norbert Lammert (Präsident) | 1.            | CDU                   | 607                | 308                | 564 | 25   | 17           | 1                 |
| Gerda Hasselfeldt           | 1.            | CSU                   | 605                | 308                | 510 | 47   | 47           | 1                 |
| Wolfgang Thierse            | 1.            | SPD                   | 605                | 308                | 417 | 136  | 52           | 0                 |
| Susanne Kastner             | 1.            | SPD                   | 600                | 308                | 496 | 61   | 42           | 1                 |
| Hermann Otto Solms          | 1.            | FDP                   | 602                | 308                | 486 | 85   | 31           | 0                 |
| Lothar Bisky                | 1.            | Die Linke             | 594                | 308                | 225 | 312  | 55           | 2                 |
| Katrin Göring-Eckardt       | 1.            | Bündnis 90/Die Grünen | 587                | 308                | 479 | 69   | 39           | 0                 |
| Lothar Bisky                | 2.            | Die Linke             | 572                | 308                | 282 | 235  | 46           | 9                 |
| Lothar Bisky                | 3.            | Die Linke             | 544                | 254                | 248 | 258  | 31           | 7                 |

### Nachträgliche Wahlgänge zum Vizepräsidenten des Bundestages
| Datum            | Name         | Partei | Wahlgang | abgegebene Stimmen | benötigte Mehrheit | Ja  | Nein | Enthaltungen | ungültige Stimmen |
| ---------------- | ------------ | ------ | -------- | ------------------ | ------------------ | --- | ---- | ------------ | ----------------- |
| 8. November 2005 | Lothar Bisky | Linke  | 4.       | 595                | 280                | 249 | 310  | 36           | 0                 |
| 7. April 2006    | Petra Pau    | Linke  | 1.       | 581                | 308                | 385 | 138  | 58           | 0                 |